# Systeemkast (wapen)
De systeemkast van een vuurwapen is het 'omhulsel' waarin de bewegende delen van dit wapen bewegen. De bedoeling ervan is om de bewegende delen te beschermen tegen stof en vuil van buitenaf. Meestal zijn in de systeemkast ook verschillende geleiderrails ondergebracht die ervoor zorgen dat de bewegende delen hun beweging op een juiste manier uitvoeren.
De systeemkast van een vuurwapen kan uit verschillende materialen bestaan. Zo is de systeemkast van het FAL geweer van FN vervaardigd uit staal, terwijl de systeemkast van de recentere F2000 uit kunststof vervaardigd is.